# Нове Кіхари
Нове Кіхари (пол. Nowe Kichary) — село в Польщі, у гміні Двікози Сандомирського повіту Свентокшиського воєводства.
Населення — 258 осіб (2011).
У 1975-1998 роках село належало до Тарнобжезького воєводства.

## Демографія
Демографічна структура на день 31 березня 2011 року:
|          | Загалом | Допрацездатний вік | Працездатний вік | Постпрацездатний вік |
| -------- | ------- | ------------------ | ---------------- | -------------------- |
| Чоловіки | 126     | 18                 | 93               | 15                   |
| Жінки    | 132     | 23                 | 72               | 37                   |
| Разом    | 258     | 41                 | 165              | 52                   |